# 愚公乡
愚公乡是中国黑龙江省哈尔滨市依兰县下辖的一个乡，位于县城东部。